# Látnaya
Látnaya (ruso: Ла́тная) es un asentamiento de tipo urbano de Rusia, perteneciente al raión de Semiluki en la óblast de Vorónezh.
En 2021, el asentamiento tenía una población de 7285 habitantes. En su territorio no hay pedanías.
Se ubica unos 10 km al suroeste de la capital distrital Semiluki, junto a la carretera R298 que lleva a Kursk.

## Historia
En el siglo XIX, el sitio donde se ubica el actual asentamiento de Látnaya era una zona rústica en el territorio del vecino pueblo de Látnoye, donde había una pequeña aldea (derevnia) conocida como "Látnenskiye dvóriki" (Ла́тненские дво́рики). En 1894, se abrió aquí una estación del ferrocarril de Vorónezh a Kursk, y la aldea se desarrolló como poblado ferroviario, en el que en 1898 se construyó una fábrica de arcilla refractaria que todavía funciona. A lo largo del siglo XX creció notablemente como área periférica de Vorónezh, y la Unión Soviética le dio en 1944 el estatus de asentamiento de tipo urbano.